# Don Giovanni
Don Giovanni (titlul complet în italiană Il dissoluto punito ossia Il Don Giovanni) este o operă a cărei muzică a fost compusă de Wolfgang Amadeus Mozart pe un libret scris în limba italiană de Lorenzo da Ponte.
Are numerotația K 527 în catalogul Köchel.
Premiera absolută a operei a avut loc la Praga, la Ständetheater, la data de 29 octombrie 1787, sub conducerea muzicală a compozitorului.

## Acțiunea

### Personajele principale
- Don Giovanni, gentleman, întruchiparea lui „Don Juan” (bariton)
- Leporello, valetul său (bas)
- Comandantul, tatăl Donnei Anna (bas)
- Donna Anna, fiica Comandantului (soprană)
- Don Ottavio, logodnicul Donnei Anna (tenor)
- Donna Elvira, soția părăsită a lui Don Giovanni (soprană)
- Zerlina, tânără țărancă, logodnica țăranului Masetto (soprană)
- Masetto, tânăr țăran, logodnicul Zerlinei (bas)
- țărani, muzicanți, servitori, invitați la bal

### Actul I
Plimbându-se prin fața casei comandorului, Leporello mormăie înciudat. S-a săturat de înjosirile și mai ales de emoțiile pe care i le oferea cu dărnicie stăpânul său. Cu fața ascunsă sub o mască, Don Giovanni coboară grăbit scările casei, urmat de Donna Anna, fiica comandorului. Revolta împotriva necunoscutului, care a sedus-o, se amestecă în sufletul ei cu admirația pentru farmecul lui irezistibil. Scena aceasta ciudată este întreruptă de apariția comandorului, care zărindu-l pe necunoscut, trage spada. Brațul său se va pleca însă în fața tinereții. Lovit de moarte, comandorul se prăbușește. Don Giovanni se mistuie în întunericul nopții. În fața corpului neînsuflețit al bătrânului, Donna Anna jură să se răzbune. Don Ottavio, logodnicul ei, o va ajuta. Abia scăpat din această primejdioasă aventură, Don Giovanni e gata să se lase antrenat într-o alta, tentat de silueta atrăgătoare a unei femei pe care o zărește în stradă. Dezamăgit, când își dă seama că a reîntâlnit-o pe Donna Elvira, fosta lui iubită care-l urmărește cu reproșurile și dragostea ei, Don Giovanni se face nevăzut, lăsându-l pe Leporello să rezolve situația. Șiretul valet va ști într-adevăr să se descurce. El o consolează pe Donna Elvira, arătându-i catalogul impresionant, neîncheiat încă, al victimelor stăpânului său. Între timp, Don Giovanni își alege o nouă victimă: mireasa lui Masetto - frumoasa Zerlina. Nuntașii sunt poftiți să petreacă la palatul său, dar Masetto care a priceput intențiile cavalerului, nutrește gânduri de răzbunare. Leporello face tot posibilul ca să-l liniștească, în timp ce stăpânul său încearcă cu abilitate s-o convingă pe Zerlina de sinceritatea sentimentelor sale. Apariția inoportună a Donnei Elvira îi strică planurile și nefericita femeie îi dezvăluie Zerlinei crudul adevăr, pe care ea însăși îl aflase de la Leporello. Donna Anna, împreună cu Don Ottavio vin să-i ceară lui Don Giovanni sprijinul pentru descoperirea ucigașului comandorului. Șovăind o clipă, cavalerul le promite cu seninătate tot concursul său. Donna Anna a recunoscut însă glasul necunoscutului care i-a adus nefericirea. În acest timp elegiacul ei logodnic o asigură încă o dată de dragostea și credința lui. În grădina palatului său, Don Giovanni e mai vesel ca oricând. Serbarea pe care o dă în cinstea Zerlinei e grandioasă. Cei doi logodnici, Masetto și Zerlina s-au împăcat, dar apariția lui Don Giovanni stârnește din nou gelozia lui Masetto. În grădină au apărut trei oaspeți mascați: Donna Elvira, Donna Anna și Don Ottavio. Invitați de Leporello, ei pătrund în palat. Nepăsător, surâzător și ceremonios, Don Giovanni nu dă multă atenție oaspeților, preocupat de izbânda să care, de această dată însă, va întârzia să vină. Sărind în ajutorul Zerlinei, dezvăluindu-și identitatea, Donna Elvira, Donna Anna și Don Ottavio îl acuză pe cavaler de crimele săvârșite. Descoperit, Don Giovanni își face loc cu spada în mână și dispare în adâncurile palatului.

### Actul II
Îmbrăcat cu hainele stăpânului său, Leporello pătrunde în apartamentul Donnei Elvira. Înșelată de cuvintele pătimașe pe care i le șoptește cel pe care îl crede iubitul ei, Donna Elvira dispare împreună cu Leporello. Nestingherit, Don Giovanni își poate adresa cuvintele de dragoste cameristei Donnei Elvira. În locul celei așteptate își face apariția Masetto cu o ceată de oameni înarmați după el. Luându-l drept Leporello, din cauza hainelor, Masetto ascultă sfaturile lui Doni Giovanni, trimițându-și oamenii care încotro, în căutarea presupusului stăpân. Dându-și seama prea târziu de eroare, Masetto încasează o bătaie strașnică de la Don Giovanni, care dispare în noapte, dar mângâierile Zerlinei îl vor consola. În acest timp Leporello a ajuns cu Donna Elvira în grădina casei comandorului. Încercând să fugă, se vede înconjurat de dușmanii stăpânului său care hotărăsc fără șovăire moartea vinovatului. Dezvăluindu-și identitatea, Leporello reușește să scape. Copleșită de durere în fața acestei noi mârșăvii pusă la cale de Don Giovanni, Donna Elvira se simte totuși cuprinsă de milă și compasiune, presimțind ca pedeapsă nu va mai întârzia. În cimitirul unde s-a ascuns împreună cu Leporello, Don Giovanni zărește statuia comandorului ucis. Bătându-și joc de el, îl invită la serbarea pe care o dă în acea seara la palatul său. Spre groaza lui Leporello, statuia pare a înclina capul în semn de încuviințare. O voce de tunet îi anunță lui Don Giovanni apropiatul sfârșit. Fără a lua în seamă cumplitul avertisment, cavalerul pleacă nepăsător. Donna Anna încearcă să explice sentimentele ce o leagă, în ciuda dorinței ei, de Don Giovanni. Jucând dubla comedie a răzbunării filiale și a fidelității față de logodnicul ei, ea nu urmărește de fapt decât să se răzbune pe seducătorul care a abandonat-o și pe care l-ar prefera oricând molatecului Don Ottavio. În palatul său, Don Giovanni ia masa. E vesel și fredonează câteva din melodiile la modă, între care și o celebră arie din opera "Nunta lui Figaro". Donna Elvira face o ultimă încercare de a redobândi dragostea cavalerului. Speranțele sale se lovesc însă de un dispreț jignitor. Retrăgându-se, Donna Elvira rămâne împietrită în prag. La fel și Leporello: statuia comandorului urcă amenințătoare scările. A venit să-și împlinească răzbunarea. Flăcările se ridică din toate părțile, zidurile se prăbușesc, ultima clipă a lui Don Giovanni a sosit. Atingându-l, mâna statuii îi transmite fiorul înghețat al morții. Viața își reia cursul ei normal. Amintirea cavalerului va dăinui însă pentru toate cele care l-au cunoscut, chiar și pentru o clipă doar, dăruirea; și în sufletul îndurerat al Donnei Elvira, și chiar în acela al Donnei Anna, care îi cere logodnicului ei răgazul unui an de gândire până la căsătorie.